# Achilia
Achilia este un gen de coleptere care aparține familiei Staphylinidae. 

## Specii
Există mai multe specii:
- Achilia alticola Jeannel, 1962
- Achilia andina (Franz, 1996)
- Achilia angularis Jeannel, 1962
- Achilia angulifrons Jeannel, 1963
- Achilia antennalis Jeannel, 1962
- Achilia approximans (Reitter, 1885)
- Achilia auriculata Jeannel, 1962
- Achilia baburra Sabella, Cuccodoro & Kurbatov, 2019
- Achilia bicornis Jeannel, 1962
- Achilia bifossifrons (Reitter, 1883)
- Achilia bifrons Jeannel, 1962
- Achilia blanchardi (Raffray, 1904)
- Achilia caneloi (Franz, 1996)
- Achilia caracolana Jeannel, 1962
- Achilia chilotides Newton, 2017
- Achilia convexiceps (Raffray, 1904)
- Achilia cordicollis (Raffray, 1904)
- Achilia cornuta Jeannel, 1962
- Achilia cosmoptera (É.Blanchard, 1851)
- Achilia covidia Kurbatov, Cuccodoro & Sabella, 2021
- Achilia crassicornis Jeannel, 1962
- Achilia cribratifrons Jeannel, 1962
- Achilia cunniceps Sabella, Cuccodoro & Kurbatov, 2019
- Achilia curta Jeannel, 1962
- Achilia denticornis Jeannel, 1962
- Achilia diademata Jeannel, 1962
- Achilia dicastrii (Franz, 1996)
- Achilia elfridae (Raffray, 1904)
- Achilia elongata Jeannel, 1962
- Achilia excisa (L.W.Schaufuss, 1880)
- Achilia fiura Kurbatov, Cuccodoro & Sabella, 2018
- Achilia frontalis Jeannel, 1962
- Achilia grandiceps Jeannel, 1962
- Achilia humidula (Reitter, 1885)
- Achilia insularis (Jeannel, 1950)
- Achilia kindermanni (Reitter, 1883)
- Achilia kuscheli Jeannel, 1962
- Achilia larvata (Reitter, 1885)
- Achilia latifrons (Raffray, 1904)
- Achilia lobifera Jeannel, 1962
- Achilia longiceps (Reitter, 1885)
- Achilia longispina (Franz, 1996)
- Achilia maipoensis (Franz, 1996)
- Achilia melanocephala Jeannel, 1963
- Achilia monstrata (Reitter, 1885)
- Achilia nahuelbutae (Franz, 1996)
- Achilia nigrita Jeannel, 1962
- Achilia nipponobythoides Sabella, Cuccodoro & Kurbatov, 2019
- Achilia occipitalis Jeannel, 1962
- Achilia ovallensis Jeannel, 1962
- Achilia pachycera Jeannel, 1963
- Achilia pandemica Kurbatov, Cuccodoro & Sabella, 2021
- Achilia parangulifrons (Franz, 1996)
- Achilia parvula Jeannel, 1962
- Achilia picea (Raffray, 1904)
- Achilia praeclara (Reitter, 1885)
- Achilia pseudangularis (Franz, 1996)
- Achilia pseudangulifrons (Franz, 1996)
- Achilia puncticeps (Reitter, 1883)
- Achilia quadraticeps (Raffray, 1904)
- Achilia quarantena Kurbatov, Cuccodoro & Sabella, 2021
- Achilia quinteroi (Franz, 1996)
- Achilia reitteri Sabella, Cuccodoro & Kurbatov, 2019
- Achilia rufula Jeannel, 1962
- Achilia simpsoni (Franz, 1996)
- Achilia simulans (Reitter, 1885)
- Achilia sinuaticornis Jeannel, 1963
- Achilia spinifer Jeannel, 1962
- Achilia temporalis Jeannel, 1962
- Achilia testacea Jeannel, 1962
- Achilia trauco Kurbatov, Cuccodoro & Sabella, 2018
- Achilia trulla Sabella, Cuccodoro & Kurbatov, 2019
- Achilia valdiviensis (É.Blanchard, 1851)
- Achilia zaurda Sabella, Cuccodoro & Kurbatov, 2019